# Гиря Канівець
Гиря Канівець (Каневець) (? —1634) — український політичний та військовий діяч, наказний кошовий отаман Запорізької Січі у 1633 році. Учасник Смоленської війни.

## Життєпис
Народився ймовірно у місті Каневі (Черкащина) або селі Каневець (Переяславщина), про що свідчить прізвисько. Невідомо коли й за яких обставин потрапив на Запоріжжя. Втім вже у 1630-х мав військовий досвід та шану січовиків. У 1633 році кошовий отаман Арлам призначив Канівця наказним отаманом у поході на підтримку військових дій короля Владислава IV Вази.
Незабаром він приєднався до польсько-козацького війська, що діяло біля Путивля та Новгорода-Сіверського. Основним завданням запорожців було обмежити можливості обложених московських воєвод отримати підмогу. Гиря Канівець разом зі своїми козаками діяв неподалік Новгорода-Сіверського, допомагаючи в захисті цього міста від московських воєвод. Тут він й загинув 3 (17) червня 1634 року в с. Івантіж під час зіткнення з загонами Наума Пушкіна.